# Kopenhaga (okręg)
Okręg Kopenhaga (duń. Københavns Amt) był jednym z 16 duńskich okręgów istniejących w latach 1970-2006. Okręg ten położony był na Zelandii i obejmował gminy położone wokół Kopenhagi. Sama Kopenhaga miała status osobnego okręgu. Na mocy reformy administracyjnej z 2007, obszar okręgu wszedł w skład nowego regionu administracyjnego Region Stołeczny.

## Gminy
- Albertslund
- Ballerup
- Brøndby
- Dragør
- Gentofte
- Gladsaxe
- Glostrup
- Herlev
- Hvidovre
- Høje-Taastrup
- Ishøj
- Ledøje-Smørum
- Lyngby-Tårbæk
- Rødovre
- Søllerød
- Tårnby
- Vallensbæk
- Værløse